# 未来警察
『未来警察』（みらいけいさつ、Runaway ）は、1984年のアメリカ映画。マイケル・クライトン監督作。ロックバンド・キッスのメンバーであるジーン・シモンズの、素顔での映画初出演作。
クライトンが多く描いている「最新テクノロジーが人間に牙をむく」という作品の一つ。本作ではそれを“テロリストの陰謀”と設定している。
「人間を感知して毒を注入、自爆する小型ロボット」「ピストル発射型超小型熱線追尾対人ミサイル」などの趣向を凝らしたメカが登場する。

## ストーリー
近未来、科学技術の発展により、工事現場の作業ロボットはもちろんのこと、家事までロボットがこなすようになっていた。
警察署内でも二人しか所属していないロボット班「ランナウェイ・スクワッド」に、ラムジー巡査部長の新しい相棒として女性警官が配属される。周囲からは栄転だと言われ、ロボット班の仕事に興味を示す彼女であったが、実際の仕事は暴走したロボットを捕まえたりスイッチを切ったり等、大きな事件はない日々であった。そんななか、家庭用ロボットによる立てこもり事件が発生する。数名の犠牲者を出しながらも単身乗り込むことで事件を解決したラムジーは、事件解決後に姿を消した家主の不審な行動から、ロボットが不正な改造を施されたのではないかと推測し、何かを知っているはずの彼の行方を捜す。一方、正体不明の男も彼の行方を追っていた。

## キャスト
| 役名           | 俳優                     | 日本語吹替                                                            |
| 役名           | 俳優                     | テレビ朝日版                                                          |
| -------------- | ------------------------ | --------------------------------------------------------------------- |
| ラムゼイ警部補 | トム・セレック           | 津嘉山正種                                                            |
| トンプソン     | シンシア・ローズ         | 土井美加                                                              |
| ルーサー       | ジーン・シモンズ         | 樋浦勉                                                                |
| ジャッキー     | カースティ・アレイ       | 小宮和枝                                                              |
| マーヴィン     | スタン・ショウ           | 野島昭生                                                              |
| チーフ         | G・W・ベイリー           | 青野武                                                                |
| ボビー         | ジョーイ・クレイマー     | 浪川大輔                                                              |
| ジョンソン     | クリス・マルケイ         | 谷口節                                                                |
| ハリー         | ポール・ボッテン         | 大塚芳忠                                                              |
| ウィルソン     | マイケル・ポール・チャン | 西村知道                                                              |
| 捜査官         | ジャクソン・デイヴィーズ | 沢木郁也                                                              |
| シールズ       | エリザベス・ノーメント   | 高島雅羅                                                              |
| ロイス         | マリリン・シュレフラー   | 吉田理保子                                                            |
| ジェリー       | ジャクソン・デイヴィス   | 沢木郁也                                                              |
|                |                          | 榊原良子 小野健一 安田隆 深見梨加 島香裕 堀越真己 石塚運昇 佐々木るん |
|                |                          |                                                                       |
| 翻訳           |                          | 平田勝茂                                                              |
| 演出           |                          | 山田悦司                                                              |
| 調整           |                          | 遠西勝三                                                              |
| 効果           |                          | 猪飼和彦                                                              |
| 制作           |                          | 千代田プロダクション                                                  |
| 初回放送       |                          | 1988年5月22日 『日曜洋画劇場』                                        |

## スタッフ
- 監督：マイケル・クライトン
- 製作：マイケル・ラクミル
- 音楽(作曲・演奏)：ジェリー・ゴールドスミス

## 音楽商品
- 2006年11月17日、アメリカのヴァレーズ・サラバンド・レコーズより、オリジナル・サウンドトラック盤CD(2,000枚限定盤)が発売された。